# Un film Minecraft
Un film Minecraft (A Minecraft Movie) è un film del 2025 diretto e co-doppiato da Jared Hess.
La pellicola è l'adattamento cinematografico del videogioco Minecraft creato da Notch e sviluppato dalla Mojang, inerente all'omonimo franchise.

## Trama
Steve ha sempre avuto la passione per l'esplorazione delle miniere fin da bambino, ma non gli era permesso perché era troppo piccolo. Anni dopo, si ritrova a fare un lavoro d'ufficio, ma non si sente soddisfatto. Ripensando alle miniere, decide di tornarci, ora che è cresciuto ed è finalmente in grado di esplorarle. Durante l'esplorazione, scopre due squadrati oggetti misteriosi: la Sfera del Predominio e il Cristallo Terrestre. Uniti insieme, i due oggetti attivano un portale che lo trasporta nell'Overworld, un mondo in cui tutto è composto da cubi e risponde alle proprie creative leggi della fisica. Qui, Steve addomestica un lupo, che chiama Dennis, e con il tempo diventa un esperto costruttore. Un giorno, Steve trova un portale di ossidiana. Lo riattiva e si ritrova nel Nether, dove incontra Malgosha, la leader dei Piglin, che disprezza la creatività e ha l'obiettivo di distruggere l'Overworld grazie al potere della Sfera del Predominio. Malgosha cattura Steve e Dennis, ma i due riescono a fuggire con la Sfera e il Cristallo. Steve ordina a Dennis di tornare nel mondo reale e nascondere gli oggetti sotto il suo letto, chiudendo il portale. Dennis esegue l'ordine (facilitato dal fatto che i Piglin non possono andare fuori dal Nether senza zombificarsi), mentre Steve viene catturato di nuovo.
Anni dopo, Garrett "The Garbage Man" Garrison, ex campione di videogiochi del 1989, gestisce un negozio di videogiochi. Dopo aver ricevuto un avviso di sfratto, partecipa a un'asta di magazzino sperando di trovare un Atari Cosmos da rivendere, ma non lo trova. Finisce però per acquistare oggetti provenienti dalla vecchia casa di Steve, tra cui la Sfera del Predominio e il Cristallo Terrestre che Dennis ha lasciato sotto il letto.
Nel frattempo, Henry e Natalie, rispettivamente fratello minore e sorella maggiore, si trasferiscono a Chuglass dopo la morte della madre. Incontrano l'agente immobiliare Dawn, con la forte passione per gli animali esotici. Il giorno dopo, Henry visita il negozio di Garrett prima di andare a scuola. Alla Chuglass High School, viene accolto dalla vicepreside Marlene e durante la lezione di arte costruisce un jet pack. Il progetto però viene sabotato da alcuni bulli e il jetpack finisce per schiantarsi contro una fabbrica di patatine dove lavora Natalie e dove cerca inutilmente di aggiornare dipendenti anziani sulle comunicazioni moderne. Per evitare l'espulsione, Henry chiama Garrett spacciandolo per suo zio. Tornati al negozio, Henry nota la Sfera e il Cristallo, li combina e attiva un portale che lo trascina nella miniera. Dawn e Natalie lo seguono (tracciando il suo cellulare) insieme a Garrett, e tutti finiscono nell'Overworld.
Malgosha viene informata del ritorno della Sfera e del Cristallo e libera Steve dalle segrete per recuperare l'artefatto, minacciandolo con il collare di Dennis (che perdette nella fuga), facendogli credere che l'animale sia nelle loro mani.
Intanto, nell'Overworld, cala la notte e il gruppo viene attaccato da dei mostri. Comprendendo pian piano la strana legge del mondo, Henry costruisce una fortezza di legno, mentre Garrett rompe accidentalmente il Cristallo Terrestre, e il portale da cui sono arrivati si chiude. Steve arriva in loro aiuto, sconfigge i mostri e si presenta al gruppo. Nascondendo il suo compito, ma volendo prima aiutare il gruppo, gli spiega che per sostituire il Cristallo rotto devono trovarne un altro nella Magione della foresta e decide di accompagnarli. Steve porta il gruppo al villaggio dei Villici, strane creature umanoidi dalle grosse teste che parlano solo con grugniti, per organizzarsi e rifornirsi mentre spiega a loro la fantastica logica dell'Overworld.
Temendo che Steve li stia tradendo, Malgosha manda dei Piglin, guidati dal Generale Chungus, ad attaccare gli umani grazie a un filtro che li renderà temporaneamente immuni alla zombificazione. Durante l'assalto, Steve, Garrett e Henry si separano da Natalie e Dawn. I tre riescono a fuggire in volo e Steve, non potendo nasconderlo, vuota il sacco sulla sua missione di salvare il suo cane. Garrett e Henry lo capiscono e gli promettono di aiutarlo, ma il primo di nascosto gli promette di dargli subito il cristallo se riesce a procurargli dei diamanti che ha menzionato di aver trovato in una vicina miniera. Malgosha, delusa dal fallimento, licenzia e uccide Chungus e invia il Grande Maiale, un enorme Piglin mostro.
Nel frattempo, Natalie e Dawn incontrano Dennis, che è tornato nel suo mondo originale assieme a loro. Dopo aver fatto amicizia, Dennis le porta da Steve.
Nelle Miniere di Redstone, Steve, Garrett e Henry trovano la scorta di diamanti di Steve, ma sono poi costretti alla fuga dall'arrivo del Grande Maiale e, grazie ai carrelli da miniera, il gruppo passa per una fattoria di Creeper (mostri esplosivi), lasciando il mostro alle esplosioni. Henry se la prende con Garrett per la pericolosa (e lunga) deviazione per le miniere, ma l'uomo replica che è l'unico modo di salvare il negozio che è tutta la sua vita. Il gruppo raggiunge la Magione della foresta. Henry recupera un nuovo Cristallo Terrestre, mentre Steve e Garrett distraggono i Predoni (dei Villici grigi e malvagi). Durante la missione, Henry viene attaccato da un Enderman (un alto mostro che si teletrasporta e ipnotizza con lo sguardo), mentre Steve e Garrett vengono sottoposti a uno scontro in un'arena con un piccolo zombi che cavalca una gallina. Dopo che Henry sconfigge l'Enderman e gli altri due vincono lo scontro, i tre fuggono.
Malgosha torna con un nuovo Grande Maiale e ruba la Sfera e il Cristallo. Steve e Henry fuggono su un Ghast solitario, mentre Garrett si sacrifica per fermare i Piglin, rimanendo coinvolto in un'esplosione di TNT. Steve e Henry si ricongiungono con Dawn, Natalie e Dennis in una casa di funghi e osservano impotenti mentre Malgosha potenzia il portale del Nether con la Sfera, oscurando il sole e dichiarando guerra all'Overworld.
Steve, Henry, Natalie e Dawn costruiscono armi e un esercito di Golem di ferro (guardiani dei Villici) per l'attacco finale. Durante la battaglia, Garrett, sopravvissuto grazie ai trucchi di Steve, arriva e salva Henry da una precipitosa caduta e insieme recuperano la Sfera, facendo tornare il sole. L'esercito di Malgosha viene infine sconfitto e l'effetto della sua pozione termina, decimando lei e i Piglin. Ora che è tutto risolto, Steve riaccompagna gli amici al portale e libera Dennis, che va a vivere con Dawn. Natalie suggerisce a Steve di trasferirsi nel mondo reale, e dopo qualche ripensamento, accetta.
Alla fine, il gruppo crea un videogioco basato sulla loro avventura, Block City Battle Buddies, riportando in auge il negozio di Garrett che ora co-dirige con Steve, Dawn apre il suo zoo, con Dennis come mascotte, Natalie inizia a insegnare autodifesa, e Henry riesce a completare il suo jet pack e rendersi popolare a scuola.
Nel corso dell'avventura, uno dei Villici ha oltrepassato il portale e viene colpito dall'auto della vicepreside Marlene, la quale si fa perdonare portandolo a cena e accendendo così una bizzarra scintilla romantica, che, nei titoli di coda, si scoprirà aver portato la coppia a imparare e comprendere la lingua dell'altro.
Nella scena dopo i titoli di coda, Steve torna nella sua vecchia casa per recuperare alcuni oggetti dalla soffitta e incontra la nuova proprietaria, Alex.

## Personaggi
- Garrett "The Garbage Man" Garrison, interpretato da Jason Momoa: è il proprietario di un negozio di videogiochi ed ex campione degli anni '80. Il suo soprannome "The Garbage Man" lì fu coniato durante il suddetto periodo, a causa della sua esultanza consistente nel mimare il lancio della spazzatura.[1][2][3]
- Steve, interpretato da Jack Black: ex venditore di maniglie che ha trascorso anni vivendo nell'Overworld. Fa da guida a Garrett, Natalie, Henry e Dawn durante la loro permanenza.[4][5]
- Natalie, interpretata da Emma Myers: è la premurosa sorella maggiore e tutrice legale di Henry.[6]
- Dawn, interpretata da Danielle Brooks: un'agente immobiliare che gestisce uno zoo mobile.[7]
- Henry, interpretato da Sebastian Hansen: il creativo fratello minore di Natalie.[7]
- Vicepreside Marlene, interpretata da Jennifer Coolidge: la vicepreside della scuola di Henry, divorziata, conosce un Villico e i due si fidanzano.[8]
- Malgosha, doppiata da Rachel House: la crudele leader Piglin del Nether, odia la creatività.
- Daryl, doppiato da Jemaine Clement: un banditore fan sfegatato di Garrett.[9]
- Bruce, doppiato da Jemaine Clement: il padre di Malgosha.[9]
- Generale Chungus, doppiato da Jared Hess: un Piglin di alto rango nell'esercito di Malgosha.

Matt Berry doppia un Villico disoccupato (nitwit nel gioco) che finisce nel mondo reale. Gli YouTuber DanTDM, Aphmau, Mumbo Jumbo e LDShadowLady compaiono in brevi cameo nel ruolo di partecipanti a un'asta, anche la YouTuber Valkyrae avrebbe dovuto fare un cameo in quella scena, ma la sua apparizione venne tagliata dal montaggio definitivo, ha raccontato che lei e il resto degli YouTubers coinvolti hanno passato intere giornate sul set. Jens Bergensten, uno dei principali designer di Minecraft, appare in un cameo nei panni di un cameriere. Il maiale con la corona nel villaggio è un omaggio alla skin del defunto YouTuber Technoblade. In una scena dopo i titoli di coda, Alex, una donna che vive nella casa di Steve, è interpretata da Alice May Connolly e doppiata da Kate McKinnon; quest'ultima non è accreditata nei titoli di coda.

## Produzione

### Sviluppo
Nel 2012, Mojang ricevette diverse offerte da produttori di Hollywood interessati a realizzare una serie televisiva basata su Minecraft. Tuttavia, Mojang dichiarò che avrebbe preso in considerazione tali progetti solo quando «l'idea giusta si fosse presentata». Nel febbraio 2014, un tentativo di crowdfund di un fan film tramite Kickstarter fu annullato dopo che Markus Persson "Notch" rifiutò di concedere la licenza ai cineasti, poiché il Kickstarter era stato avviato prima di qualsiasi accordo con Mojang. Nello stesso mese, Persson rivelò che Mojang era in trattative con Warner Bros. Pictures per sviluppare un film ufficiale di Minecraft, prodotto da Roy Lee e Jill Messick. Nell'ottobre 2014, il CEO di Mojang, Vu Bui, dichiarò che il film era «nelle prime fasi di sviluppo», specificando che si trattava di una produzione "ad alto budget" e che potrebbe non essere distribuito prima del 2018. Nello stesso mese, Shawn Levy fu assunto da Warner Bros. per dirigere il film, mentre a dicembre si confermò che Levy e gli sceneggiatori Kieran e Michele Mulroney, che stavano sviluppando il film insieme, avevano lasciato il progetto.
Nel luglio 2015, fu annunciato che Warner Bros. aveva assunto Rob McElhenney per dirigere il film. Secondo McElhenney, era stato attratto dal film per la natura open-world del gioco, un'idea con cui Warner Bros. era inizialmente d'accordo e per la quale gli aveva fornito un budget preliminare di 150 milioni di dollari. Nel 2016, il film fu messo in pausa a tempo indeterminato. Alla fine dell'anno, McElhenney fu confermato come regista e produttore della pellicola, ma il progetto continuò a essere bloccato. Il 18 settembre 2018, la Warner Bros. assunse Peter Sollett come nuovo regista e Tiffany Paulsen per riscrivere la sceneggiatura, con una nuova data di uscita prevista per il 2022, poi posticipata al 2025.

### Casting
Il 23 maggio 2023, Matt Berry è entrato in trattative per entrare a far parte del cast. Il 1° dicembre, Danielle Brooks e Sebastian Eugene Hansen si sono uniti al cast. Il 7 dicembre si è unita al cast anche Emma Myers. Il 2 gennaio 2024, Jack Black (che aveva precedentemente lavorato con Hess in Super Nacho) si è unito al cast, anticipando il suo casting nel film tramite il suo account Instagram ufficiale. Jennifer Coolidge, Kate McKinnon e Jemaine Clement sono stati scelti per ruoli non ancora resi noti.

### Riprese
Il 19 giugno 2023, è stato riportato che le riprese principali del film sarebbero dovuto iniziare il 7 agosto in Nuova Zelanda. Tuttavia, le riprese sono state posticipate a luglio a causa dello sciopero SAG-AFTRA 2023. Dopo la conclusione dello sciopero all'inizio di novembre 2023, le riprese erano previste per iniziare all'inizio del 2024. Con l'annuncio di Brooks e Hansen come parte del cast, le riprese erano programmate per iniziare alla fine di dicembre 2023. Le riprese sono effettivamente iniziate a metà gennaio 2024 a Auckland e si sono concluse a metà aprile, con Grant Major come scenografo.

### Effetti speciali
Gli effetti visivi del film sono forniti da Sony Pictures Imageworks, con Dan Lemmon come supervisore degli effetti visivi. James Thomas è il montatore del film.

## Colonna sonora
Mark Mothersbaugh ha composto la colonna sonora del film, mentre Gabe Hilfer e Karyn Rachtman hanno supervisionato i brani musicali. Mothersbaugh ha inserito richiami alla musica del gioco di C418 e ha dichiarato che la colonna sonora mirava a bilanciare il fascino dei personaggi con l'azione, pur mantenendo una profondità e risonanza emotiva. Dalla colonna sonora di Minecraft, la title track di C418 accompagna i titoli di testa, mentre il brano "Dragon Fish" viene utilizzato in una scena con i panda. La traccia di Lena Raine "Pigstep" compare invece durante la sequenza "Nether's Got Talent".
Il film include anche diverse canzoni originali interpretate da Black, tra cui "I Feel Alive". Il brano, scritto da Black, vede la partecipazione del frontman dei Foo Fighters Dave Grohl alla batteria, del chitarrista dei Queens of the Stone Age Troy Van Leeuwen, del tastierista dei Jellyfish Roger Joseph Manning Jr. e di Mark Ronson alla chitarra ritmica e al basso. Brooks fornisce inoltre i cori. La canzone è stata pubblicata come singolo prima dell'uscita del film, avvenuta il 20 marzo 2025. La colonna sonora di Mothersbaugh, insieme alle canzoni originali di Benee, Dayglow e Dirty Honey, è stata pubblicata in digitale il 28 marzo. Il film presenta anche una versione strumentale di "Just Can't Get Enough" dei Depeche Mode, eseguita da Jamieson Shaw.
Un altro brano del film, "Steve's Lava Chicken", è diventato virale online dopo l'uscita, entrando in classifica in diversi Paesi. È diventato il brano più breve di sempre a raggiungere la Top 40 della classifica degli Official Singles Chart e la Billboard Hot 100 negli Stati Uniti.

## Promozione
Il teaser trailer ufficiale del film è stato distribuito il 4 settembre 2024. Il 10 settembre è stato invece distribuito il teaser in italiano.
La rivista Forbes ha definito il trailer «assolutamente orribile in quasi tutti i modi immaginabili». Il creatore di Minecraft Markus Persson "Notch" ha elogiato il trailer dicendo su Twitter «Io ci sono – wow è una strana sensazione».
Il 28 settembre durante il Minecraft Live vengono mostrati alcuni dietro le quinte e viene mostrata una breve clip del film dove si esplorano le meccaniche della Crafting Table.
Il trailer ufficiale del film è stato distribuito il 19 novembre 2024, ed è stato recepito in maniera molto più positiva rispetto al teaser. L'ultimo trailer è stato pubblicato il 27 febbraio 2025.
Durante il Minecraft Live 2025 avvenuto il 22 marzo è stata mostrata una seconda clip che mostra il primo incontro tra i protagonisti e gli abitanti di un villaggio con Steve che li fa da guida.

## Distribuzione
Il film doveva inizialmente uscire il 24 maggio 2019, tuttavia, il 26 aprile, un mese prima dell'uscita, venne spostato al 4 marzo 2022. Il 6 ottobre 2020, il film venne rimosso dal programma delle uscite a causa della pandemia di COVID-19 e delle conseguenti difficoltà di produzione, e venne spostato al 2025 per evitare che facesse concorrenza con The Batman (2022). Il 5 aprile 2023 venne confermata l'uscita ad aprile 2025.

### Data di uscita
L'anteprima del film è avvenuta il 30 marzo a Londra all'Empire Leicester Square e il film è poi uscito nelle sale cinematografiche italiane il 3 aprile 2025 e il giorno seguente in quelle statunitensi.
Le date di uscita internazionali nel corso del 2025 sono state:
- 2 aprile in Belgio, Francia (Minecraft, le film), Paesi Bassi, Filippine, Romania e Taiwan (MINECRAFT麥塊電影).
- 3 aprile in Argentina (Una película de Minecraft), Australia, Azerbaigian (Minecraft kinoda), Brasile (Um Filme Minecraft), Germania (Ein Minecraft Film), Danimarca (En Minecraft film), Grecia (Μια Ταινία Minecraft), Hong Kong (MINECRAFT：我的世界大電影), Ungheria, Islanda, Italia (Un film Minecraft), Kazakistan, Malaysia, Nuova Zelanda, Perù (Una película de Minecraft), Portogallo (Um Filme Minecraft), Singapore, Slovacchia, Thailandia, Ucraina (Minecraft: Фільм) e Uruguay (Una película de Minecraft)
- 4 aprile in Canada, Cina (MINECRAFT麥塊電影), Estonia, Spagna (Una película de Minecraft), Finlandia (Minecraft-elokuva), Regno Unito, Irlanda, India (अ माइनक्राफ्ट मूवी), Lituania (Minecraft filmas), Norvegia (En Minecraft-film), Polonia (Minecraft: Film), Svezia, Turchia (Bir Minecraft Filmi) e Stati Uniti
- 9 aprile in Indonesia
- 25 aprile in Giappone (マインクラフト/ザ・ムービー)

### Edizione italiana
L'edizione italiana del film è stata curata dalla Warner Bros. Discovery Italia. La direzione del doppiaggio e i dialoghi sono curati da Carlo Cosolo, assistito da Flaminia Fassari, per conto della Laser Digital Film che si è occupata anche della sonorizzazione.
Nell'edizione italiana del film hanno partecipato Mara Maionchi e Lazza nei ruoli di Malgosha e generale Chungus.

### Edizioni home video
Il film è stato distribuito digitalmente il 13 maggio 2025 e in Ultra HD Blu-ray, Blu-ray e DVD il 24 giugno.

## Accoglienza

### Incassi
A fronte di un budget di 150 milioni di dollari, il film ha incassato 423949195 $ in Nord America e 531200000 $ nel resto del mondo, per un totale di 955149195 $. È il 38° film con maggiori incassi in Canada e negli Stati Uniti. In Italia ha incassato 11971853 €.
Inizialmente si prevedeva che il film avrebbe incassato tra i 65 e i 70 milioni di dollari da 3.400 cinema nel weekend di apertura, con alcune stime più ottimistiche che arrivavano fino a 80 milioni. Ha incassato 10,6 milioni di dollari durante le anteprime del giovedì sera, superando i 10,3 milioni di Five Nights at Freddy's (2023) e stabilendo così un nuovo record per il miglior incasso nelle anteprime di un adattamento videoludico, portando le proiezioni per il fine settimana a 80-100 milioni. Dopo aver guadagnato 58 milioni di dollari nel primo giorno (comprese le anteprime), le stime sono state ulteriormente riviste al rialzo, raggiungendo una previsione di 135-150 milioni. Il debutto nazionale ha infine totalizzato 157 milioni di dollari nel weekend di apertura, superando anche Super Mario Bros. - Il film del 2023 e segnando il miglior esordio di sempre per un film tratto da un videogioco.

### Critica
Il film ha ricevuto recensioni miste da parte della critica. Sull'aggregatore di recensioni Rotten Tomatoes ha un indice di gradimento del 48% basato su 193 recensioni, con un voto medio di 5,5 su 10; il consenso critico del sito afferma: «Apparentemente un film sulla celebrazione della creatività, Un film Minecraft offre a Jack Black e Jason Momoa un sandbox colorato per scatenarsi in modo divertente in una storia curiosamente costruita con blocchi di costruzione convenzionali». Su Metacritic ottiene un punteggio di 45 su 100 basato su 40 recensioni.
I critici erano divisi sulla trama del film e sull'efficacia come adattamento fedele del videogioco, oltre che sulla sua comprensibilità per chi non conoscesse il materiale originale. Lovia Gyarkye di The Hollywood Reporter e Jesse Hassenger di IGN hanno entrambi giudicato la trama del film confusa. Gyarkye ha osservato che il film faticava a trovare un equilibrio tra il soddisfare i fan di Minecraft e il costruire una narrazione accessibile a un pubblico più ampio, mentre Hassenger lo ha definito «concettualmente confuso» e «messo in scena in modo caotico e disomogeneo». Mark Kennedy dell'Associated Press riteneva che il film potesse risultare poco comprensibile per chi non fosse familiare con il gioco, pur riconoscendone la fedeltà complessiva al materiale di partenza. Ha tuttavia notato l'introduzione di elementi non presenti nel videogioco, necessari per far avanzare la trama. Al contrario, Liz Shannon Miller di Consequence ha affermato che la trama era perfettamente comprensibile anche per chi non conosceva il gioco. Alcuni recensori hanno inoltre apprezzato il fanservice inserito nel film, sottolineando in particolare il tributo reso allo youtuber Technoblade, deceduto per cancro nel 2022.
Le interpretazioni del cast sono state ampiamente elogiate. Molti hanno visto le performance degli attori come un valido supporto per alleggerire o distogliere l'attenzione dai possibili difetti della trama del film. In particolare, Black e Momoa hanno ricevuto numerosi apprezzamenti. Miller e Jordan Hoffman di Entertainment Weekly ritenevano entrambi che la storia non fosse l'elemento principale del film, ma che potesse essere trascurata a favore delle performance degli attori; il primo, in particolare, riteneva che il film fosse stato realizzato soprattutto con l'intento di divertire. Tuttavia, alcuni osservatori ritenevano che, nonostante le buone interpretazioni, i personaggi fossero nel complesso poco sviluppati. La sottotrama che vede il personaggio di Coolidge intraprendere una relazione con un abitante del villaggio, pur essendo generalmente considerata superflua o poco significativa per lo sviluppo del personaggio, ha ricevuto comunque molti elogi.
Alcuni recensori hanno messo in discussione lo scopo e il valore del film, con alcuni che lo considerano nient'altro che un prodotto creato esclusivamente per promuovere Minecraft. Sia Kevin Maher di The Times che David Fear di Rolling Stone hanno paragonato il film a una manovra puramente commerciale, ritenendo che fosse stato realizzato con l'unico obiettivo di promuovere il marchio Minecraft, senza offrire alcun altro valore aggiuntivo. Maher considerava inoltre il film privo della versatilità presente in altri adattamenti di videogiochi, mentre Fear credeva che la confusione intenzionale del film fosse volta a rimanere impressa nella mente del pubblico, incentivandolo così a comprare merchandising. Al contrario, Clarisse Loughrey di The Independent riteneva che l'idea alla base di un adattamento live-action di Minecraft fosse fondamentalmente difettosa, minando lo spirito del materiale originale. Tuttavia, riconosceva che il film avesse un "intento genuino" e non lo considerava, come altri adattamenti, creato esclusivamente per motivi di profitto.

## Riconoscimenti
- 2025 – Kids' Choice Award[103]
  - Attore cinematografico preferito a Jack Black
  - Butt-Kicker preferito a Emma Myers
  - Candidatura al film preferito
  - Candidatura all'attore cinematografico preferito a Jason Momoa
  - Candidatura all'attrice cinematografica preferita a Emma Myers
  - Candidatura al Butt-Kicker preferito a Jack Black
  - Candidatura alla canzone preferita in un film a Jack Black per I Feel Alive

## Casi mediatici

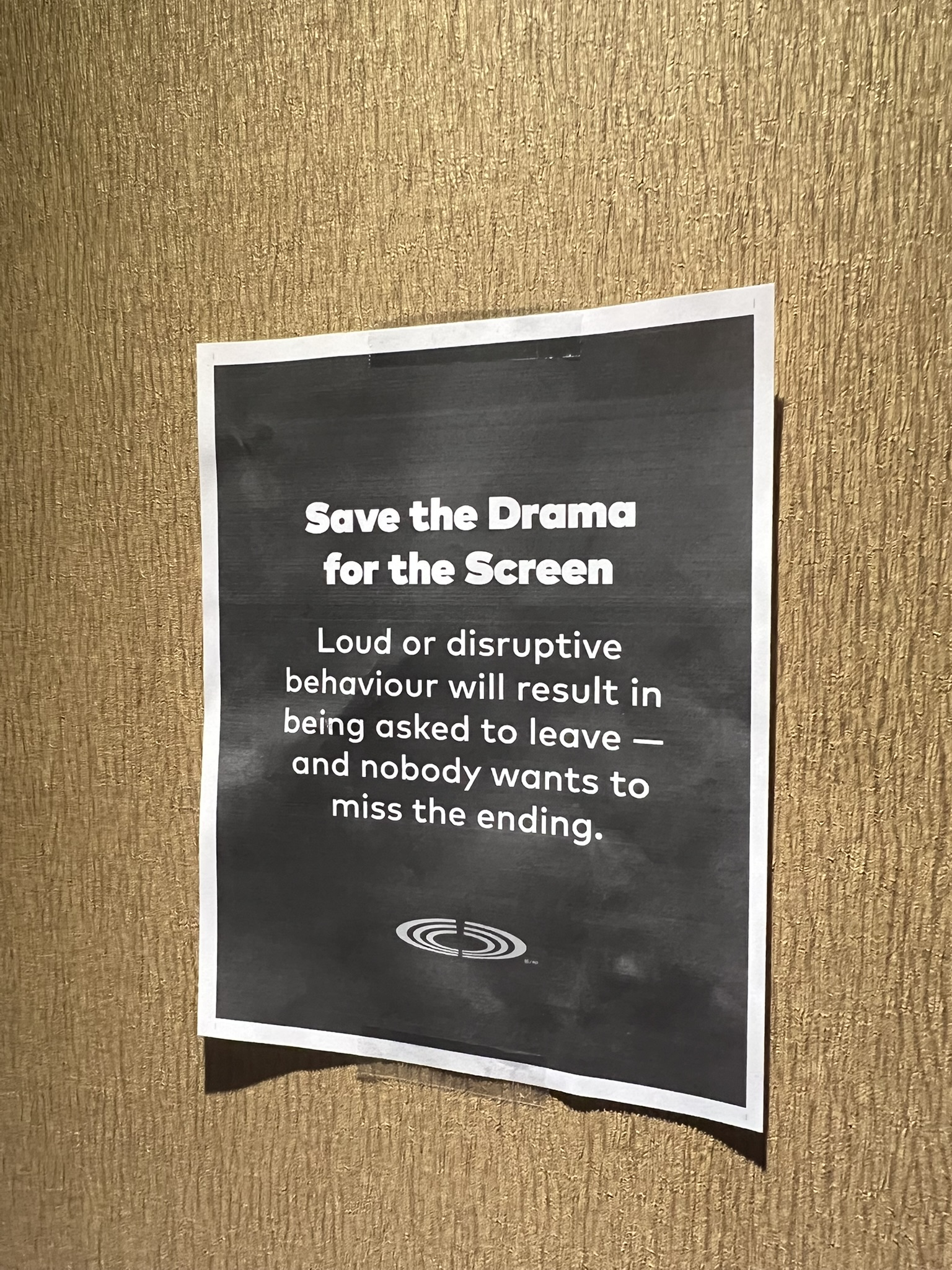
Un cartello all'esterno di un cinema che proiettava il film il 13 aprile 2025, avverte che comportamenti molesti comporteranno l'allontanamento dalla sala. È stato affisso in seguito al fenomeno noto come "Chicken Jockey"

Durante le proiezioni, il film ha suscitato reazioni esuberanti e comportamenti disordinati da parte di alcuni spettatori, in particolare adolescenti americani e britannici coinvolti in un fenomeno virale su TikTok. I partecipanti reagivano con entusiasmo a certe scene già mostrate nei trailer e diventate meme di Internet, come quando Steve (Jack Black) esclama "Chicken Jockey!" (in italiano "Cavalcatore di gallineǃ"), esplodendo spontaneamente in urla di gioia, salti, balli e lanci di vivande (principalmente popcorn) o altro. Altre battute diventate virali sono "Flint and steelǃ" (Un acciarinoǃ) e "I am Steve." (Io sono Steve.), ma nessuna di esse ha raggiunto il livello di frenesia scatenato da "Chicken Jockey". In un video virale, alcuni spettatori hanno sollevato una gallina viva durante la proiezione del film e sono stati costretti a lasciare la sala; la trovata è stata ampiamente criticata online come crudeltà verso gli animali.
Le reazioni al fenomeno sono state contrastanti. Alcuni spettatori hanno condannato il comportamento scorretto, definendolo «fastidioso e di disturbo», mentre diverse catene cinematografiche hanno affisso avvisi contro atteggiamenti turbolenti. In alcuni casi è stato persino necessario l'intervento della polizia per ristabilire l'ordine ed espellere i responsabili, tra cui un episodio in cui un dipendente è stato fisicamente aggredito, sebbene non siano state sporte denunce. Scrivendo per The Observer, Kate Maltby ha affermato che il pubblico aveva superato il limite, citando il disordine lasciato agli inservienti del cinema da pulire. Hess ha invece difeso alcune di queste trovate come innocue e divertenti, spiegando che lui e Black avevano ideato la scena perché «pensavamo fosse buffo che Steve annunci tutto ciò che gli succede con estrema enfasi, dicendo l'ovvio». Black è poi apparso a sorpresa a una proiezione, chiedendo al pubblico di non lanciare popcorn in risposta alla tendenza. Il 16 aprile un gruppo di adolescenti hanno fatto esplodere un estintore durante la proiezione a un cinema nel sobborgo di Ringwood a Melbourne, gli spettatori sono usciti dalla sala dichiarando di non essere riusciti a respirare.
Molti osservatori hanno notato come la reazione del pubblico al film si stesse trasformando in un vero e proprio fenomeno culturale, evidenziando in particolare il carattere immersivo e comunitario dell’esperienza cinematografica. La psicologa Rachel Kowert ha commentato: «Sebbene il silenzio sia generalmente la norma nei contesti teatrali tradizionali, è importante riconoscere che le diverse culture dei fan hanno aspettative proprie su come interagire». Ha aggiunto: «In questo caso, l'energia che circonda Un film Minecraft riflette un fandom profondamente coinvolto, desideroso di condividere l'esperienza in uno spazio comune». Altri hanno sostenuto che tali reazioni riflettano più la cultura giovanile che una mancanza di educazione, paragonandole a quelle tipiche di concerti o eventi sportivi. Molti fan di Minecraft hanno infatti trovato l'esperienza di vedere il film al cinema estremamente coinvolgente e piacevole.
Il fenomeno è stato paragonato alla partecipazione attiva del pubblico durante le proiezioni di The Rocky Horror Picture Show (1975), The Room (2003), così come alla precedente tendenza dei "Gentleminions" legata a Minions 2 - Come Gru diventa cattivissimo (2022), che vedeva protagonisti adolescenti impegnati in comportamenti eccentrici. Tale fenomeno è stato indicato anche come uno dei fattori che hanno contribuito al successo al botteghino del film.
In risposta alle reazioni del pubblico, la Warner Bros. ha annunciato proiezioni speciali della "Block Party Edition" del film per il 2 maggio, durante le quali i fan saranno incoraggiati a cantare e a trasformare in meme i loro momenti preferiti. Un post sulla scena del chicken jockey è stato uno degli ultimi contenuti noti pubblicati su 4chan prima dell'attacco hacker del 2025.

## Merchandising
Il 28 gennaio 2025 vengono annunciati dei set LEGO basati sul film, distribuiti il 1° marzo dello stesso anno. Nello stesso periodo è stata annunciata anche una linea di giocattoli da parte di Mattel inerenti al film. Durante la promozione del film è stata realizzata un'edizione limitata con una collaborazione con Oreo per sponsorizzare il film con biscotti a tema.
L'uscita del film ha coinciso con la collaborazione tra Mojang e diversi marchi per la creazione di prodotti promozionali. Tra questi figuravano latte alla vaniglia "rampicante verde", action figure e speciali Happy Meal offerti da McDonald's. Il latte alla vaniglia di Minecraft è stato accolto per lo più negativamente dai consumatori: molti hanno espresso il loro disappunto affermando che «qualsiasi cosa di colore verde non dovrebbe esistere». La salsa piccante "Nether Flame Sauce", proposta nella promozione McDonald's, è stata lodata per il suo gusto speziato e per come si abbina bene ai nugget di pollo. Anche altri prodotti promozionali come l'action figure su Jack Black definita esteticamente "inquietante" sono stati oggetto di critiche online, ritenuti da molti commentatori esagerati o semplicemente assurdi.

## Sequel
Mary Parent in un'intervista a Variety ha spiegato che il film si chiamava così poiché era una delle loro possibili interpretazioni della storia «rispettiamo il fatto che non c'è una storia che guida il gioco». Lo stesso regista, Jared Hess, ha ribadito che «non è la storia ufficiale» ma solamente una delle tante, tuttavia ha espresso interesse a realizzare un sequel notando le infinite possibilità del gioco, tra cui l'inserimento di mod. Pochi giorni dopo l'uscita del film sono iniziate le prime discussioni per un sequel, Hess ha dichiarato che molte delle idee scartate sarebbero state incluse in parte nel sequel. L'11 aprile è stato confermato che un sequel è entrato nelle prime fasi di sviluppo. In un'intervista dietro le quinte, i supervisori degli effetti speciali Sheldon Stopsack e il supervisore dell'animazione Kevin Estey si rifeririono al sequel come «Un altro film di Minecraft».